# Julian Reid
Julian Reid (Kingston, Jamaica, 23 de septiembre de 1988) es un atleta británico de origen jamaicano, especialista en la prueba de triple salto en la que llegó a ser medallista de bronce europeo en 2016.

## Carrera deportiva
En el Campeonato Europeo de Atletismo de 2016 ganó la medalla de bronce en el triple salto, llegando hasta los 16.76 metros, tras el alemán Max Hess (oro con 17.20 m) y el polaco Karol Hoffmann (plata).